# (32471) 2000 SK205
2000 SK205 (asteroide 32471) é um asteroide troiano de Júpiter. Possui uma excentricidade de 0.05126340 e uma inclinação de 2.67159º.
Este asteroide foi descoberto no dia 24 de setembro de 2000 por LINEAR em Socorro.